# Stazione di Strevi
La stazione di Strevi è una stazione ferroviaria posta lungo la linea Alessandria-San Giuseppe di Cairo, al servizio dell'omonimo comune.
Fermano soltanto treni regionali.